# Luke Simmonds
Luke Simmonds est un joueur de snooker anglais né le 7 décembre 1979 dans le comté de Cornouailles.

## Carrière
Simmonds remporte le championnat du monde des moins de 21 ans à Malte en 1998, en battant Robert Murphy 11-2 en finale, avant de battre Ryan Day 11-10 pour devenir champion du monde amateur la même année. Grâce à des résultats constants pendant la saison 2000-2001, durant laquelle il s'illustre sur le circuit du challenge (Challenge Tour), Simmonds obtient une place sur le circuit principal.
Il se classe 94e à la fin de la saison 2003-2004, son meilleur classement, mais est relégué du circuit. 

## Palmarès
| Légende | Catégorie            | Titres | Finales |
|         | Tournois classés     | 0      | 0       |
|         | Tournois non classés | 0      | 0       |
|         | Tournois pro-am      | 1      | 1       |
|         | Circuit du challenge | 0      | 3       |
|         | Tournois amateurs    | 2      | 1       |

### Titres
| Saison    | Nom du tournoi                                   | Lieu      | Finaliste     | Score |
| 1998      | Championnat du monde amateur des moins de 21 ans | Ir-Rabat  | Robert Murphy | 11-2  |
| 1998      | Championnat du monde amateur                     | Canton    | Ryan Day      | 11-10 |
| 2000-2001 | Tournoi Pontins pro-am (printemps)               | Prestatyn | Brian Morgan  | 7-5   |

### Finale perdue
| Saison    | Nom du tournoi                     | Lieu              | Finaliste        | Score |
| 1997      | Open d'Angleterre amateur          |                   | Mark Gray        | 4-8   |
| 1998-1999 | Tournoi Pontins pro-am (printemps) | Prestatyn         | John Gallagher   | 4-7   |
| 2000-2001 | Circuit du challenge (épreuve 4)   | Harrogate         | Shaun Murphy     | 2-6   |
| 2002-2003 | Circuit du challenge (épreuve 3)   | Swindon           | Michael Rhodes   | 5-6   |
| 2018-2019 | Circuit du challenge (épreuve 1)   | Burton upon Trent | Brandon Sargeant | 1-3   |